# Huanan
Huanan är ett härad som lyder under Jiamusis stad på prefekturnivå i Heilongjiang-provinsen i nordöstra Kina.